# نیدرار
نیدرار (به آلمانی: Niederahr) یک شهر در آلمان است که در وستروالدکرایس واقع شده‌است. نیدرار ۸۲۸ نفر جمعیت دارد.